# Усыпальница

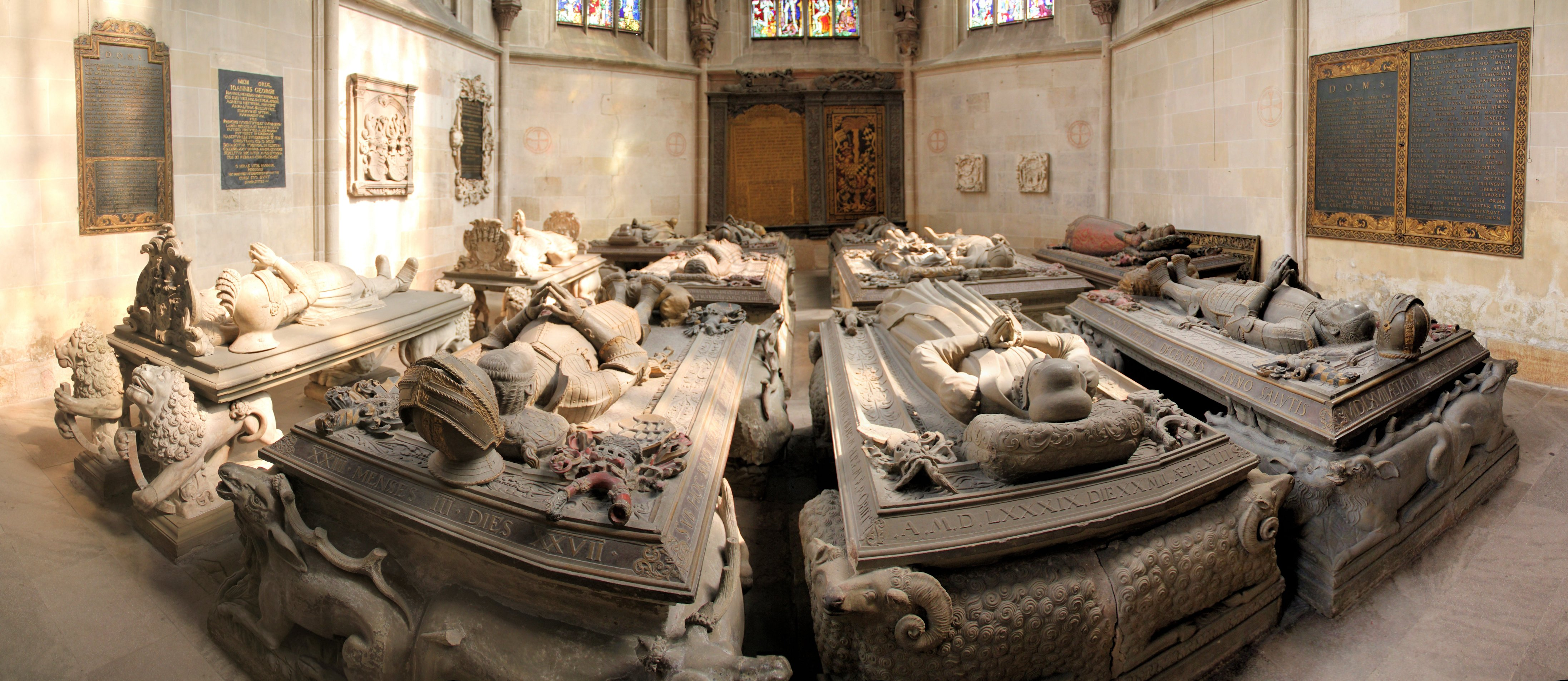
Усыпальница герцогов Вюртемберга в Тюбингене (XV—XVI вв.)

Об общей могиле на Руси см. скудельница
Семейная усыпальница представляет собой общий склеп или гробницу для погребения членов одного рода, одной семьи или поколения. В старину усыпальницами называли также братские могилы и божедомки. Примеры семейных усыпальниц приведены в соответствующей категории.